# Títulos nobiliarios otorgados por Juan Carlos I

Armas personales del rey Juan Carlos I de España.

Juan Carlos I otorgó durante su reinado títulos y dignidades nobiliarias a 54 personas, haciendo uso así de la prerrogativa que la Constitución española le reconocía como rey de España.

## Cronología

### Antecedentes
La concesión de títulos nobiliarios es una potestad regia cuyos orígenes se remonta a la Edad Media, donde la concesión de señoríos territoriales era, tanto una forma de recompensar, por parte del príncipe soberano, los servicios prestados en el campo de batalla a aquellos caballeros que se habían destacado en el mismo, como un modo de cerciorar el control efectivo de determinados territorios por parte de caballeros afectos a la causa del príncipe concedente. En ciertos casos era una forma de alejar a ciertos individuos de la Corte o de determinados centros de poder empujando a que permanecieran en dichos territorios.
Al final de la Edad Media ya son muchos los casos de títulos nobiliarios que no suponen un poder real sobre un territorio. También existieron otros de carácter vitalicio, como los condestables o los virreyes, que tenían unas funciones de representación del monarca bastante marcadas, sobre todo en monarquías como las hispánicas, en las que el poder del monarca medieval era relativamente mayor al de otros príncipes europeos. De ahí la necesidad de crear instituciones que vigilaran directamente por los intereses de la Corona. Sin embargo algunos de estos títulos pasaron a convertirse igualmente en hereditarios. En España es la Constitución de 1812, aunque con ciertos paréntesis como el de la Década Ominosa, la que promulga la abolición definitiva de los señoríos territoriales.

### Dictadura de Francisco Franco
En España con la llegada al poder de Francisco Franco se retoma el reconocimiento, la renovación, la rehabilitación y la concesión de títulos nobiliarios, abolidos durante la Segunda República; para la concesión de éstos títulos Franco se apoyó en la Ley de Sucesión en la Jefatura del Estado. Apoyado, pues, en esa misma legitimidad D. Juan Carlos I concedió 6 títulos nobiliarios, 4 de ellos con grandeza de España, y 1 grandeza de España adicional. Así, además de los títulos de la viuda y la hija de Francisco Franco, intituló a destacados personajes de la transición, entre ellos dos ex-presidentes del Gobierno.

### Monarquía Constitucional de 1978
Desde 1978 y tras la sanción de la Constitución ha seguido concediendo, de forma relativamente pausada (Franco concedió 42 en 27 años) títulos nobiliarios y dignidades nobiliarias al amparo del artículo 62.f de la misma. La concesión de un título nobiliario se considera como la mayor distinción que puede otorgar el Rey ya que no sólo distingue al agraciado sino a todo su estirpe mientras ésta exista.
Aunque en principio está supeditada, como cualquier otro Real Decreto, al refrendo del gabinete ministerial la concesión de títulos nobiliarios es una prerrogativa personal del monarca.
Desde su subida al trono hasta su abdicación, Juan Carlos I concedió un total de 50 títulos nobiliarios y 5 grandezas de España adicionales, distinguiendo principalmente a personajes de las artes y las ciencias o la política, pero a descendientes y viudas de hombres de la cultura, empresarios aristócratas y a hombres de Palacio o ciertos miembros de Su familia.
Solo uno de los títulos, de conde, fue concedido con carácter póstumo.
Resulta destacable que ha ofrecido un título nobiliario con grandeza de España a todos los expresidentes del Gobierno. Sin embargo Felipe González Márquez y José María Alfredo Aznar López no lo han recibido; el primero por haber declinado el ofrecimiento y el segundo por no encontrarse todavía retirado de la vida política. José Luis Rodríguez Zapatero y Mariano Rajoy Brey no lo han recibido tampoco hasta ahora.

## Privilegios
Esta distinción, que se entiende como de las mayores que puede otorgar el rey, no supone actualmente ningún tipo de privilegio legal ni fiscal, más que la distinción de "Excelentísimo", en el caso de las grandezas de España (o ducados ya que éstos suponen la grandeza de España de forma implícita) o de "Ilustrísimo" en el resto de los títulos. Los consortes legales de los poseedores de títulos y grandezas, así como los cónyuges viudos, mientras permanezcan en tal estado, disfrutan del mismo tratamiento que los titulares.
El último privilegio abolido a la aristocracia española fue, en el caso de los grandes de España, el derecho a solicitar y poseer pasaporte diplomático, como representantes del Reino, aunque actualmente siguen en pie ciertas tradiciones, como la "obligación" de solicitar audiencia al rey para que éste les conceda la pertinente autorización para contraer matrimonio.
Desde la abolición de los últimos privilegios, la concesión de títulos nobiliarios no supone sino una gracia real a un súbdito de la Corona por un especial arrojo en la defensa de los ideales de la misma y un especial afecto de la persona del rey.

## Clases y particularidades de los títulos concedidos
En cuanto al rango del título, tampoco existe ningún tipo de pauta, y suelen ser concedidos a merced del rey, aunque se han reservado los ducados y las grandezas de España –que los primeros portan de forma implícita– para aquellos casos más allegados al rey o como un reconocimiento especial.
En ciertos casos en los que la persona a distinguir ya contaba con título nobiliario, el rey concedió la grandeza de España a unir con dicho título.
Así, desde su entronización en 1975 hasta su abdicación en 2014, Juan Carlos I concedió todos los tipos de títulos nobiliarios existentes en España salvo vizcondados, a saber:
- 6 ducados (los 6 con grandeza de España)
- 35 marquesados (4 con grandeza de España)
- 6 condados (1 con grandeza de España)
- 1 baronía
- 1 señorío	(con grandeza de España)
- 5 grandezas de España adicionales

Dentro de los títulos concedidos encontramos dos tipos según la posibilidad o no de ejercer algún tipo de derecho sucesorio sobre el mismo.
La generalidad de los títulos concedidos (con ciertas excepciones) tienen carácter hereditario, de modo que el titular será sucedido en el título por su primogénito o primogénita (desde 2006 sin ningún tipo de discriminación por sexo) o por los descendientes del causante con mejor derecho. Sin embargo, algunos títulos concedidos a miembros de la familia real, por entenderse que son títulos reales, son de carácter vitalicio y al fallecimiento de sus titulares revertirán en la Corona.
Se pueden encontrar casos como el marquesado de Dalí de Púbol, que fue transformado en título vitalicio por expreso deseo del concesionario, dada la carencia de descendencia o de parientes cercanos y la mala relación con su familia (ver Anexo:Títulos nobiliarios vitalicios de España).
Por contra, el señorío de Meirás con grandeza de España, creado como título vitalicio y no hereditario para Carmen Polo de Franco, fue solicitado a su muerte por su nieto primogénito Francisco Franco y Martínez-Bordiú, siéndole concedido, por lo que pudo entenderse convertido en título hereditario.
Por otro lado, la concesión de un título o dignidad nobiliaria es un favor real y como tal se puede declinar, como así hicieran, ante el ofrecimiento de Juan Carlos I, Severo Ochoa y Pedro Laín Entralgo. Felipe González, siendo ya ex-presidente rechazó el ofrecimiento del rey Juan Carlos de concederle un título nobiliario.
Los hijos de los infantes e infantas de España desde el momento de su nacimiento tienen el título y tratamiento de Grandes de España y, tanto en el caso de los Infantes y Infantas como de sus hijos, poseen dicho título con carácter vitalicio. Análogamente los títulos de príncipe de Asturias, príncipe consorte de Asturias, reina consorte de España o príncipe consorte de España, no precisan de una creación expresa sino que se adquieren, en el primer ejemplo, por ocupar el primer puesto en la línea de sucesión al trono (se trate o no del hijo del Rey) o por matrimonio en el caso de los últimos, con lo cual no estaríamos hablando de títulos hereditarios in sensu stricto, sino de una posición que les otorga un título y tratamiento.

## Títulos concedidos
A continuación se enumera el año de creación, título, primer titular y méritos, ocupación o circunstancias que les valieron tal merced. No se incluyen por tanto todos los títulos creados de forma tácita tras la sanción del Real Decreto 1368/1987, de 6 de noviembre, sobre régimen de títulos, tratamientos y honores de la Familia Real y de los Regentes.
La Ley de Memoria Democrática, en vigor desde el 21 de octubre de 2022, suprimió 33 títulos nobiliarios y grandezas, incluidos 5 concedidos por Juan Carlos I. Los títulos suprimidos están indicados en cursiva.
| Año de creación | Título concedido                                                  | Primer titular                                                | Motivo de la creación | Real Decreto |
| --------------- | ----------------------------------------------------------------- | ------------------------------------------------------------- | --- | --- |
| 1975            | Señorío de Meirás con grandeza de España                          | María del Carmen Polo y Martínez-Valdés                       | Viuda de Francisco Franco Bahamonde. «Queriendo dar una muestra de mi Real aprecio y testimoniar los sentimientos de afecto y admiración a la egregia figura de doña Carmen Polo de Franco, de singular relieve en una gloriosa etapa histórica de nuestra Patria». | Decreto-Ley 18/1975, de 26 de noviembre                                                                                                  |
| 1975            | Ducado de Franco con grandeza de España                           | María del Carmen Franco y Polo                                | Hija de Francisco Franco Bahamonde. «Queriendo dar una muestra de mi Real aprecio a doña Carmen Franco Polo, Marquesa de Villaverde, y en atención a las excepcionales circunstancias y merecimientos que en ella concurren». | Decreto 3028/1975, de 26 de noviembre |
| 1976            | Grandeza de España a unir al marquesado de Lozoya                 | Juan de Contreras y López de Ayala                            | Historiador, literato, director de la AEBAR, del IE, de la RABASF y vicepresidente de la Hispanic Society of America. «La fecunda vida de don Juan de Contreras y López de Ayala, Marqués de Lozoya, entregada generosamente al estudio, la investigación y la enseñanza en amplísima panorámica que comprende desde el Arte a la Literatura, pasando por la Historia en una incansable labor de exaltación del patrimonio cultural de España y sus realizaciones humanas, se hace merecedora del reconocimiento nacional y de ser destacada como ejemplo para las generaciones futuras». | Real Decreto 289/1976, de 20 de febrero                                                                                                  |
| 1976            | Marquesado de Arias Navarro con grandeza de España                | Carlos Arias Navarro                                          | Expresidente del Gobierno de España. «En atención a los méritos de don Carlos Arias Navarro, leal servidor de la Nación en todas las misiones que le fueron encomendadas, Presidente del Gobierno en los momentos de la transición y del primero de la Monarquía, teniendo en cuenta el patriotismo, abnegación, tacto y prudencia que ha puesto en su delicada gestión». | Real Decreto 1618/1976, de 2 de julio |
| 1977            | Condado de Rodríguez de Valcárcel                                 | Alejandro Rodríguez de Valcárcel y Nebreda (a título póstumo) | Expresidente del Consejo de Regencia. «En atención a los méritos de don Alejandro Rodríguez de Valcárcel y Nebreda, Presidente de las Cortes y del Consejo del Reino en la sesión de veintidós de noviembre de mil novecientos setenta y cinco, en que fui proclamado Rey de España». | Real Decreto 23/1977, de 5 de enero |
| 1977            | Condado de Iturmendi                                              | Rita Gómez Nales                                              | A la memoria de Antonio Iturmendi Bañales, Expresidente del Consejo de Regencia. «Para honrar en la persona de su esposa la memoria del que fue presidente de las Cortes y del Consejo del Reino, don Antonio Iturmendi Bañales, leal servidor de la Nación y constante defensor de la Institución Monárquica». | Real Decreto 24/1977, de 5 de enero |
| 1977            | Ducado de Fernández-Miranda                                       | Torcuato Fernández-Miranda y Hevia                            | Expresidente de las Cortes Generales y expresidente provisional del Gobierno. «Para premiar como se merece la lealtad a España y a la Corona demostrada en todo momento por don Torcuato Fernández-Miranda y Hevia y en especial los méritos acreditados durante su mandato como Presidente de las Cortes y del Consejo del Reino, en cuyo ejercicio ha demostrado su independencia, patriotismo y capacidad de sacrificio». | Real Decreto 1203/1977, de 31 de mayo |
| 1980            | Condado de Villacieros                                            | Antonio Villacieros Benito                                    | Diplomático y exjefe de Protocolo de la Casa del Rey. «Deseando dar una muestra de Mi Real aprecio y como testimonio de los servicios prestados a la Corona por don Antonio Villacieros Benito, Embajador de España y Jefe de Protocolo de la Secretaría General de mi Real Casa, y oído el Consejo de Ministros». | Real Decreto 270/1980, de 9 de febrero (enlace roto disponible en Internet Archive; véase el historial, la primera versión y la última). |
| 1981            | Ducado de Suárez                                                  | Adolfo Suárez González                                        | Expresidente del Gobierno de España. «Al amparo de lo dispuesto en el artículo sesenta y dos, f), de la Constitución, como prueba de Mi afecto y para premiar la lealtad, espíritu de servicio, patriotismo y muestras de sacrificio de don Adolfo Suárez González en las misiones que le fueron encomendadas, en especial como Presidente del Gobierno durante el periodo histórico de la transición política que dirigió con abnegación, tacto y prudencia, al servicio de la reconciliación de todos los españoles en la libertad y bajo la Corona». | Real Decreto 254/1981, de 25 de febrero                                                                                                  |
| 1981            | Ducado de Soria                                                   | Infanta Margarita de Borbón y Borbón                          | Hermana del Juan Carlos I de España. «En atención a las circunstancias que concurren en mi querida hermana, Su Alteza Real doña Margarita de Borbón y Borbón, y para darle testimonio de mi profundo cariño». | Real Decreto 1216/1981, de 23 de junio                                                                                                   |
| 1981            | Marquesado de Salobreña                                           | Andrés Segovia Torres                                         | Guitarrista. «Con el deseo de premiar la vida artística excepcionalmente fecunda de don Andrés Segovia Torres, que ha sabido añadir a los valores populares de la guitarra un virtuosismo y un contenido intelectual con el que ha seducido a los más refinados auditorios del mundo entero, colocando muy alto el nombre de España y prodigando con generosidad su labor docente; para darle testimonio de mi Real aprecio». | Real Decreto 1225/1981, de 24 de junio                                                                                                   |
| 1981            | Marquesado de Bradomín                                            | Carlos Luis del Valle-Inclán y Blanco                         | A la memoria de Ramón del Valle-Inclán, dramaturgo, novelista y poeta. «La singular figura de don Ramón del Valle-Inclán se destaca en una época muy señalada en las letras españolas y uno de sus personajes, el Marqués de Bradomín, surge de su obra, adornado de señorío y noble lealtad a su ideario, consiguiendo el talento del autor proporcionar verismo en un ser imaginario. Queriendo demostrar mi Real aprecio a la memoria del gran escritor y para dar realidad a la creación literaria de un personaje de ficción». | Real Decreto 1226/1981, de 24 de junio                                                                                                   |
| 1982            | Marquesado de Dalí de Púbol                                       | Salvador Felipe Jacinto Dalí i Domènech                       | Pintor surrealista. «En atención a los méritos y circunstancias que concurren en el extraordinario pintor don Salvador Dalí Domènech, cuya obra constituye una de las más relevantes creaciones artísticas de nuestro tiempo, en prueba de Mi Real aprecio a su persona y de reconocimiento de sus excepcionales aportaciones a la cultura española del siglo XX». «Accediendo a la petición formulada por don Salvador Dalí Domènech, Marqués de Dalí de Pubol, en el sentido de que dicha merced nobiliaria, perpetua en su creación, se transforme en vitalicia, dada su situación de viudez, carecer de descendientes y estimar que el otorgamiento de tan honrosa distinción se ha basado en méritos y circunstancias personales».                                                                      | Real Decreto 1676/1982, de 24 de julio Real Decreto 1377/1983, de 20 de abril                                                            |
| 1986            | Marquesado de Tarradellas                                         | Josep Tarradellas i Joan                                      | Expresidente de la Generalidad de Cataluña. «La labor política realizada durante un importante período de la actual historia de España por don José Tarradellas Joan; la prudencia, espíritu de colaboración y patrocinio puestos de manifiesto y su participación activa en el proceso de la transición política y el interés y acierto con el fomentó, dentro de la indisoluble unidad de la Nación española, proclamada en la Constitución, la autonomía, la cultura, las tradiciones e instituciones de Cataluña y sus relaciones con todos los pueblos de España, son méritos que han contribuido de manera destacada a la reconciliación de todos los españoles bajo la corona, por lo que, queriendo demostrarle Mi Real aprecio».                                                                    | Real Decreto 1518/1986, de 24 de julio                                                                                                   |
| 1983            | Grandeza de España a unir al marquesado de Valenzuela de Tahuarda | Joaquín María de Valenzuela y Alcíbar-Jáuregui                | Militar, exjefe del Cuarto Militar de la Casa de Su Majestad el Rey. «Deseando dar una muestra de Mi Real aprecio, y como testimonio de los servicios prestados a la Corona por el Teniente General del Ejército de tierra, don Joaquín María de Valenzuela y Alcibar-Jáuregui». | Real Decreto 370/1983, de 3 de febrero                                                                                                   |
| 1987            | Marquesado de Marañón con grandeza de España                      | Gregorio Marañón y Moya                                       | A la memoria de Gregorio Marañón y Posadillo, médico, científico y humanista. «Médico, científico y humanista, que hizo inseparables esas tres condiciones en su persona y en su obra, don Gregorio Marañón y Posadillo fue un auténtico intelectual cuya figura marcó la época de la historia de España que le tocó vivir, por lo que, queriendo demostrar Mi Real aprecio a su memoria al cumplirse el centenario de su nacimiento». | Real Decreto 600/1987, de 5 de mayo |
| 1991            | Marquesado de Águilas                                             | Alfonso Escámez López                                         | Banquero, Senador de las Cortes Constituyentes. «La dilatada y singular trayectoria de don Alfonso Escámez López en el sector bancario y su previsión con respecto a la racionalización de la banca española en el nuevo escenario internacional han contribuido al desarrollo y renovación de nuestras instituciones financieras y a la relación activa con los sectores y países, a quienes especialmente se dirige nuestra cooperación, por lo que queriendo darle una muestra de Mi Real aprecio». | Real Decreto 1859/1991, de 30 de diciembre                                                                                               |
| 1991            | Marquesado de los Jardines de Aranjuez                            | Joaquín Rodrigo Vidre                                         | Compositor, premio Príncipe de Asturias de las Artes. «La extraordinaria contribución de don Joaquín Rodrigo Vidré a la música española, a la que durante una larga y fructífera vida artística, ha aportado nuevos impulsos para una proyección universal, merece ser destacada de manera especial, por lo que, queriendo demostrarle Mi Real aprecio». | Real Decreto 1860/1991, de 30 de diciembre                                                                                               |
| 1991            | Marquesado de Samaranch                                           | Juan Antonio Samaranch Torelló                                | Presidente del Comité Olímpico Internacional (1980-2001). «La eficaz dedicación de don Juan Antonio Samaranch Torelló al fomento del deporte y al entendimiento entre los pueblos, desde los destacados puestos públicos que ha ocupado, han venido a culminar con su brillante actuación como Presidente del Comité Olímpico Internacional, por lo que, queriendo demostrarle Mi Real aprecio». | Real Decreto 1861/1991, de 30 de diciembre                                                                                               |
| 1992            | Condado de Latores con grandeza de España                         | Sabino Fernández Campo                                        | Militar, exjefe de la Casa de Su Majestad el Rey. .«Tras una larga y brillante trayectoria de servicios destacados, militares y civiles, el Estado, don Sabino Fernández Campo fue llamado para incorporarse a Mi Casa, primero como Secretario general y más tarde como Jefe de la misma. En ambos puestos me ha asistido en todo momento con agudo talento, prudente criterio, leal consejo y generosidad ilimitada en las tareas que me ha correspondido realizar a lo largo de una etapa trascendental en la historia de España, durante la que se llevó a buen término la transición política, que ha culminado en el asentamiento de la democracia y de la Monarquía parlamentaria, en el marco de la Constitución, por lo que, queriendo demostrarle Mi Real aprecio por sus servicios inestimables». | Real Decreto 445/1992, de 30 de abril |
| 1993            | Grandeza de España a unir al condado de los Gaitanes              | Luis de Ussía y Gavaldá                                       | Presidente del Consejo Privado del conde de Barcelona. «En atención a los servicios prestados con tanta lealtad y dedicación durante muchos años a Mi Augusto Padre, S.A.R. el conde de Barcelona (q.e.p.d.), por don Luis de Ussía y Gavaldá, Conde de los Gaitanes, y queriendo darle una muestra de Mi Real aprecio». | Real Decreto 1019/1993, de 25 de junio                                                                                                   |
| 1994            | Condado de los Alixares                                           | Emilio García Gómez                                           | Premio Príncipe de Asturias, director de la RAH, académico de la RAE. «El cultivo asiduo de los estudios de carácter histórico llevados a cabo por don Emilio García Gómez ha contribuido de forma eminente a un mejor conocimiento por todos de nuestra herencia cultural, por lo que, queriendo demostrarle mi Real aprecio». | Real Decreto 2006/1994, de 7 de octubre                                                                                                  |
| 1994            | Marquesado de Puebla de Cazalla                                   | Javier Benjumea Puigcerver                                    | Fundador de Abengoa y de la Fundación Focus. «La extraordinaria dedicación al mundo de la economía y al fomento de las actividades culturales y sociales de don Javier Benjumea Puigcerver, que han llegado a multitud de beneficiarios, merece ser destacada de manera especial, por lo que, queriendo demostrarle mi Real aprecio». | Real Decreto 2007/1994, de 7 de octubre                                                                                                  |
| 1994            | Marquesado de Gutiérrez Mellado                                   | Manuel Gutiérrez Mellado                                      | Capitán general y político. «La ejemplar trayectoria militar y de servicio público de don Manuel Gutiérrez Mellado, puesta de manifiesto a través de toda su vida, ha supuesto un ejemplo de dedicación y entrega en todas las responsabilidades de ha ejercido, por lo que, queriendo demostrarle Mi Real aprecio». | Real Decreto 2008/1994, de 7 de octubre                                                                                                  |
| 1994            | Marquesado del Pedroso de Lara                                    | José Manuel Lara Hernández                                    | Editor del Grupo Planeta. «Los relevantes servicios prestados a la cultura por don José Manuel Lara Hernández, a través de sus actividades de edición y divulgación del libro, que han contribuido a difundir los conocimientos culturales en nuestro país y en el extranjero, merecen ser destacados especialmente, por lo que, queriendo demostrarle Mi Real aprecio». | Real Decreto 2009/1994, de 7 de octubre                                                                                                  |
| 1995            | Ducado de Lugo                                                    | Elena de Borbón y Grecia                                      | Hija de don Juan Carlos I de España. «En atención a las circunstancias que concurren en Mi muy querida Hija Su Alteza Real Doña Elena de Borbón, Infanta de España, con ocasión de su matrimonio y como prueba de Mi profundo afecto y cariño». | Real Decreto 323/1995, de 3 de marzo |
| 1996            | Marquesado de Iria Flavia                                         | Camilo José Cela Trulock                                      | Escritor, premio Nobel de Literatura. «El cultivo eminente de la lengua castellana y la extraordinaria contribución a la creación literaria de don Camilo José Cela Trulock, universalmente reconocidos, merecen ser destacados de manera especial, por lo que, queriendo demostrarle Mi Real aprecio». | Real Decreto 1137/1996, de 17 de mayo |
| 1997            | Ducado de Palma de Mallorca                                       | Cristina de Borbón y Grecia                                   | Hija de don Juan Carlos I de España. «En atención a las circunstancias que concurren en Mi muy querida Hija Su Alteza Real Doña Cristina de Borbón, Infanta de España, con ocasión de su matrimonio y como prueba de Mi profundo afecto y cariño». | Real Decreto 1502/1997, de 26 de septiembre                                                                                              |
| 2002            | Marquesado de la Ría de Ribadeo con grandeza de España            | Leopoldo Calvo-Sotelo y Bustelo                               | Expresidente del Gobierno de España. «En atención a los méritos contraídos por don Leopoldo Calvo-Sotelo y Bustelo en una larga trayectoria política al servicio de España y de la Corona, de cuyo Gobierno ejerció la Presidencia con prudencia y alto sentido de la responsabilidad, y como muestra de Mi Real aprecio». | Real Decreto 591/2002, de 24 de junio |
| 2002            | Grandeza de España a unir al vizcondado del Castillo de Almansa   | José Fernando de Almansa y Moreno-Barreda                     | Exjefe de la Casa de Su Majestad el Rey. «Queriendo dar una muestra de Mi Real aprecio a la persona de don José Fernando de Almansa y Moreno-Barreda, Vizconde del Castillo de Almansa, que ostenta la Jefatura de Mi Casa con tanta lealtad y eficacia». | Real Decreto 592/2002, de 24 de junio |
| 2003            | Marquesado del Valle de Tena con grandeza de España               | Guillermo Luca de Tena y Brunet                               | Editor del periódico ABC. «La singular dedicación de don Guillermo Luca de Tena y Brunet al mundo de la comunicación, que ha llevado a cabo a lo largo de toda su vida profesional, merece ser destacada de manera especial, por lo que, queriendo demostrarle Mi Real aprecio». | Real Decreto 817/2003, de 23 de junio |
| 2003            | Marquesado de la Ribera del Sella                                 | Antonio Durán Tovar                                           | Empresario, presidente de Dragados. «La extraordinaria contribución de don Antonio Durán Tovar al progreso e internacionalización del sector español de la construcción, así como al desarrollo personal y profesional de los trabajadores, unida a su gran preocupación por la seguridad y prevención laboral, merecen ser destacadas especialmente, por lo que, queriendo demostrarle Mi Real aprecio». | Real Decreto 818/2003, de 23 de junio |
| 2003            | Marquesado de Oró                                                 | Joan Oró Florensa                                             | Científico. «La constante dedicación de don Joan Oró Florensa al mundo científico, puesta de manifiesto a través de sus numerosos trabajos de investigación, ha contribuido de manera notable a mejorar el conocimiento sobre el origen de la vida, por lo que, queriendo demostrarle Mi Real aprecio». | Real Decreto 819/2003, de 23 de junio |
| 2004            | Marquesado de Garrigues                                           | Antonio Garrigues Díaz-Cañabate                               | Jurista y diplomático. «La fecunda aportación de don Antonio Garrigues Díaz-Cañabate a la sociedad española, desde las distintas facetas de una dilatada vida presidida por su extraordinaria vocación de servicio público, merece ser destacada de manera especial, por lo que, queriendo demostrarle Mi Real aprecio». | Real Decreto 1/2004, de 8 de enero |
| 2005            | Grandeza de España a unir al condado de Casa Dávalos              | Martín de Riquer y Morera                                     | Académico de la RAE, senador por designación Real, premio Príncipe de Asturias. «Queriendo dar una muestra de Mi Real aprecio a la persona de don Martín de Riquer y Morera, Conde de Casa Dávalos». | Real Decreto 447/2005, de 18 de abril |
| 2008            | Grandeza de España a unir al condado de Godó                      | Javier de Godó y Muntañola                                    | Editor del periódico La Vanguardia. «Queriendo dar una muestra de mi Real aprecio a la persona de don Javier de Godó y Muntañola, Conde de Godó». | Real Decreto 1173/2008, de 11 de julio                                                                                                   |
| 2008            | Marquesado de Guadalcanal                                         | Antonio Fontán Pérez                                          | Catedrático, periodista y expresidente del Senado de España. «La destacada trayectoria de don Antonio Fontán Pérez en el mundo de la Universidad, el periodismo y la política, durante una larga vida marcada por su generoso espíritu de servicio público, merece ser reconocida de manera especial, por lo que, queriendo demostrarle mi Real aprecio». | Real Decreto 1174/2008, de 11 de julio                                                                                                   |
| 2008            | Marquesado de Canero                                              | Margarita Salas Falgueras                                     | Bioquímica, científica. «La valiosa entrega de doña Margarita Salas Falgueras a la investigación científica sobre biología molecular, realizada de forma intensa y rigurosa a lo largo de toda su vida profesional, merece ser reconocida de manera especial, por lo que, queriendo demostrarle mi Real aprecio». | Real Decreto 1175/2008, de 11 de julio                                                                                                   |
| 2008            | Marquesado de O'Shea                                              | Paloma O'Shea y Artiñano                                      | Esposa de Emilio Botín-Sanz de Sautuola y García de los Ríos, filántropa y pianista. «La generosa contribución de doña Paloma O'Shea Artiñano a la promoción de la cultura musical en España, mediante la puesta en práctica de brillantes iniciativas de mecenazgo, merece ser distinguida de manera especial, por lo que, queriendo demostrarle mi Real aprecio». | Real Decreto 1176/2008, de 11 de julio                                                                                                   |
| 2010            | Marquesado de Oreja                                               | Marcelino Oreja Aguirre                                       | Político y diplomático. «La destacada y dilatada trayectoria de don Marcelino Oreja Aguirre, al servicio de España y de la Corona, merece ser reconocida de manera especial, por lo que, queriendo demostrarle mi Real aprecio». | Real Decreto 430/2010, de 8 de abril |
| 2010            | Marquesado de Castrillón                                          | Gonzalo Anes y Álvarez de Castrillón                          | Historiador. «La extensa y brillante labor académica, investigadora y docente de don Gonzalo Anes y Álvarez de Castrillón, al servicio de España y de la Corona, merece ser reconocida de manera especial, por lo que, queriendo demostrarle mi Real aprecio». | Real Decreto 431/2010, de 8 de abril |
| 2010            | Marquesado de Asiaín                                              | José Ángel Sánchez Asiaín                                     | Banquero. «La destacada y dilatada trayectoria de don José Ángel Sánchez Asiaín, al servicio de España y de la Corona, merece ser reconocida de manera especial, por lo que, queriendo demostrarle mi Real aprecio». | Real Decreto 432/2010, de 8 de abril |
| 2010            | Marquesado de Tápies                                              | Antoni Tàpies i Puig                                          | Pintor y escultor. «La gran contribución de don Antoni Tàpies i Puig a las artes plásticas de España y del mundo, merece ser reconocida de manera especial, por lo que, queriendo demostrarle mi Real aprecio». | Real Decreto 433/2010, de 8 de abril |
| 2010            | Baronía de Perpinyá                                               | Roser Rahola d'Espona                                         | Viuda de Jaume Vicens Vives. «La destacada y dilatada trayectoria de servicio a España de doña Roser Rahola d'Espona, como empresaria y continuadora de la obra de su esposo, don Jaume Vicens i Vives, cuyo Centenario de su nacimiento se celebra este año, merece ser reconocida de manera especial, por lo que, queriendo demostrarle mi Real aprecio». | Real Decreto 434/2010, de 8 de abril |
| 2010            | Marquesado de Laserna                                             | Íñigo Moreno de Arteaga                                       | Marquesado de Laula. «Queriendo dar una prueba de mi Real aprecio a la persona de don Íñigo Moreno de Arteaga». | Real Decreto 435/2010, de 8 de abril |
| 2011            | Marquesado de Vargas Llosa                                        | Jorge Mario Pedro Vargas Llosa                                | Escritor, premio Nobel de Literatura. «La extraordinaria contribución de don Jorge Mario Vargas Llosa, apreciada universalmente, a la Literatura y a la Lengua española, merece ser reconocida de manera especial, por lo que, queriendo demostrarle mi Real aprecio». | Real Decreto 134/2011, de 3 de febrero                                                                                                   |
| 2011            | Marquesado de Del Bosque                                          | Vicente del Bosque González                                   | Exfutbolista, entrenador y seleccionador nacional de fútbol. «La gran dedicación al deporte español y la contribución de don Vicente del Bosque González al fomento de los valores deportivos, merece ser reconocida de manera especial, por lo que, queriendo demostrarle mi Real aprecio». | Real Decreto 135/2011, de 3 de febrero                                                                                                   |
| 2011            | Marquesado de Ibias                                               | Aurelio Menéndez Menéndez                                     | Exministro, jurista y catedrático universitario. «La valiosa y fecunda labor en el ámbito de la docencia universitaria y las ciencias jurídicas de don Aurelio Menéndez Menéndez, al servicio de España y de la Corona, merece ser reconocida de manera especial, por lo que, queriendo demostrarle mi Real aprecio». | Real Decreto 136/2011, de 3 de febrero                                                                                                   |
| 2011            | Marquesado de Villar Mir                                          | Juan Miguel Villar Mir                                        | Exministro y empresario. «La destacada y dilatada trayectoria de don Juan Miguel Villar Mir, al servicio de España y de la Corona, merece ser reconocida de manera especial, por lo que, queriendo demostrarle mi Real aprecio». | Real Decreto 137/2011, de 3 de febrero                                                                                                   |
| 2011            | Marquesado de Pereira Coutinho                                    | Vasco Manuel de Quevedo Pereira Coutinho                      | Empresario. «La estrecha vinculación y profunda lealtad de la familia Pereira Coutinho a la Corona española, que mereció en su día el reconocimiento de mi antecesor el Rey Don Carlos III, merece ser nuevamente reconocida en la persona del señor Vasco Manuel de Quevedo Pereira Coutinho, por lo que queriendo demostrale Mi Real aprecio». | Real Decreto 502/2011, de 7 de abril |
| 2011            | Marquesado de Daroca                                              | Ángel Antonio Mingote Barrachina                              | Dibujante, humorista gráfico, escritor y académico. «La destacada, aguda y creativa trayectoria profesional de don Ángel Antonio Mingote Barrachina, como dibujante, escritor y académico, merece ser reconocida de manera especial, por lo que, queriendo demostrarle mi Real aprecio». | Real Decreto 1772/2011, de 1 de diciembre                                                                                                |
| 2014            | Marquesado de Crémenes                                            | David Álvarez Díez                                            | Empresario. «La dilatada y fructífera trayectoria de don David Álvarez Díez en el sector empresarial, donde ha destacado por su capacidad de adaptación a las necesidades del mercado y su preocupación por la formación profesional, merece ser reconocida de manera especial, por lo que, queriendo demostrarle mi Real aprecio». | Real Decreto 351/2014, de 13 de mayo |
| 2014            | Marquesado de Fuster                                              | Valentín Fuster Carulla                                       | Cardiólogo. «El destacado y constante trabajo en investigación cardiovascular y la meritoria labor docente de don Valentín Fuster Carulla, merecen un reconocimiento especial, por lo que, queriendo demostrarle mi Real aprecio». | Real Decreto 352/2014, de 13 de mayo |
| 2014            | Marquesado de Grisolía                                            | Santiago Grisolía García                                      | Bioquímico. «La prolongada y encomiable labor investigadora y docente de don Santiago Grisolía García y su contribución al conocimiento científico, merecen un reconocimiento especial, por lo que, queriendo demostrarle mi Real aprecio». | Real Decreto 353/2014, de 13 de mayo |
| 2014            | Condado de Gisbert                                                | María del Carmen Iglesias Cano                                | Historiadora. «La brillante e intensa labor académica y docente de doña María del Carmen Iglesias Cano, al servicio de España y de la Corona, merece ser reconocida de manera especial, por lo que, queriendo demostrarle mi Real aprecio». | Real Decreto 354/2014, de 13 de mayo |